# På vej
På vej er navnet på Gnags' debutalbum, udgivet i 1973 på Magnet, en underafdeling af Philips under ledelse af Johnny Reimar. Det blev indspillet mellem 1972 og 1973 i det den gang meget benyttede Rosenberg-studie i København, produceret af bandet selv og med Freddy Hansson som lydtekniker. Gnags var da en kvartet med Peter A.G. Nielsen (sang, bas), Jens G. Nielsen (trommer), Jacob Riis-Olsen (guitar) og Ivan Sørensen (keyboards). Albummet gjorde Gnags landskendte og solgte mellem 7000 og 8000 eksemplarer.
På vej kan karakteriseres ved et blødt udtryk, hvor klaver og keyboards (herunder elorgel og cembalo) har en fremtrædende plads. Dertil kommer mange korstemmer og en del temposkift, der ifølge Peter Deleuran og Jan Knus medfører, at både musikken og lytteren aldrig falder til ro. Teksterne er af samme forfattere beskrevet som "Lidt vel højt oppe" og som liggende på "abstrakt, generelt og filosofisk plan, fremfor den konkrete og hverdagsagtige sansning og erfaring".
I eftertiden er pladen af musikkritikere flere gange blevet betegnet som mindre vellykket: Udover Deleurans og Knus' vurderinger,  som er refereret ovenfor, blev På vej i Politikens Dansk Rock Leksikon fra 2002 kun tildelt én ud af fem stjerner. I 2010, hvor albummet blev genudgivet som en del af bokssættet Dansk Rock Historie 1965-1978, blev det af Gaffas anmelder Torben Holleufer tildelt tre ud af seks stjerner, bl.a. med ordene "Som titlen antyder var Gnags på vej, men bestemt ikke ankommet endnu".

## Numre

### Side 1
1. "Du er dig" (2:50)
2. "Godag godag" (6:06)
3. "Farvelfærd" (6:40)
4. "Politiktak" (0:30)
5. "Kloden rokker" (4:33)

### Side 2
1. "Der er så meget" (3:58)
2. "Jeg bringer håb" (5:42)
3. "Bryd op rejs ud" (3:39)
4. "Solsangen" (7:29)